# Braunschweiger Turn- und Sportverein Eintracht von 1895 1978-1979
Questa voce raccoglie le informazioni riguardanti il Braunschweiger Turn- und Sportverein Eintracht von 1895 nelle competizioni ufficiali della stagione 1978-1979.

## Stagione
Nella stagione 1978-1979 l'Eintracht Braunschweig, allenato da Werner Olk, Heinz Lucas e Heinz Patzig, concluse il campionato di Bundesliga al 9º posto. In Coppa di Germania l'Eintracht Braunschweig fu eliminato al terzo turno dal Colonia.

## Rosa
| N. |                     | Ruolo | Calciatore           |
| -- | ------------------- | ----- | -------------------- |
|    | Germania (bandiera) | P     | Bernd Franke         |
|    | Germania (bandiera) | P     | Uwe Hain             |
|    | Svezia (bandiera)   | D     | Hasse Borg           |
|    | Germania (bandiera) | D     | Wolfgang Grobe       |
|    | Germania (bandiera) | D     | Friedhelm Haebermann |
|    | Germania (bandiera) | D     | Reiner Hollmann      |
|    | Germania (bandiera) | D     | Franz Merkhoffer     |
|    | Germania (bandiera) | D     | Dieter Zembski       |
|    | Germania (bandiera) | C     | Harald Aumeier       |
|    | Germania (bandiera) | C     | Matthias Bruns       |

| N. |                     | Ruolo | Calciatore           |
| -- | ------------------- | ----- | -------------------- |
|    | Germania (bandiera) | C     | Wolfgang Dremmler    |
|    | Germania (bandiera) | C     | Dietmar Erler        |
|    | Germania (bandiera) | C     | Karl-Heinz Handschuh |
|    | Slovenia (bandiera) | C     | Danilo Popivoda      |
|    | Germania (bandiera) | C     | Manfred Tripbacher   |
|    | Germania (bandiera) | A     | Frank Holzer         |
|    | Germania (bandiera) | A     | Uwe Krause           |
|    | Germania (bandiera) | A     | Peter Lübeke         |
|    | Germania (bandiera) | A     | Harald Nickel        |

## Organigramma societario
Area tecnica
- Allenatore: Heinz Lucas
- Allenatore in seconda: Heinz Patzig
- Preparatore dei portieri:
- Preparatori atletici:

## Calciomercato

### Sessione estiva
| Acquisti | Acquisti      | Acquisti       | Acquisti |
| R.       | Nome          | da             | Modalità |
| -------- | ------------- | -------------- | -------- |
| A        | Harald Nickel | Standard Liegi |          |

| Cessioni | Cessioni          | Cessioni      | Cessioni |
| R.       | Nome              | a             | Modalità |
| -------- | ----------------- | ------------- | -------- |
| C        | Paul Breitner     | Bayern Monaco |          |
| C        | Aleksandar Ristić | Amburgo       |          |

### Sessione invernale
| Acquisti | Acquisti           | Acquisti | Acquisti |
| R.       | Nome               | da       | Modalità |
| -------- | ------------------ | -------- | -------- |
| C        | Manfred Tripbacher | Augusta  |          |

| Cessioni | Cessioni | Cessioni | Cessioni |
| R.       | Nome     | a        | Modalità |
| -------- | -------- | -------- | -------- |

## Risultati

### Bundesliga

#### Girone di andata
| Arbitro: | Schmoock |

|              |           |  |
| Popivoda 25’ | Marcatori |  |

| Arbitro: | Ahlenfelder |

|                                    |           |            |
| Kraus 2’ Wenzel 14’ Hölzenbein 55’ | Marcatori | 81’ Nickel |

| Arbitro: | Assenmacher |

|                                             |           |           |
| Dremmler 52’ Merkhoffer 67’ Nickel 76’, 80’ | Marcatori | 20’ Weiss |

| Arbitro: | Dölfel |

|                           |           |                          |
| Schildt 59’ Ellbracht 60’ | Marcatori | 37’ Handschuh 54’ Nickel |

| Braunschweig 9 settembre 1978, ore 15:30 CEST 5ª giornata | Eintracht Braunschweig | 0 – 0 referto | Kaiserslautern | Stadion an der Hamburger Straße (21 500 spett.)\| Arbitro: \| Hennig \| |
| Arbitro:                                                  | Hennig                 |               |                |                                                                         |

| Arbitro: | Waltert |

|                                                                 |           |            |
| Breitner 9’, 82’ Rummenigge 24’, 54’ Niedermayer 34’ Müller 40’ | Marcatori | 75’ Nickel |

| Arbitro: | Hontheim |

|                                   |           |                 |
| Nickel 12’ Erler 31’ Hollmann 38’ | Marcatori | 87’ Heidenreich |

| Arbitro: | Engel |

|                        |           |                                     |
| Schäffer 38’ Kulik 58’ | Marcatori | 17’, 44’ (rig.) Nickel 78’ Popivoda |

| Arbitro: | Walz |

|           |           |                |
| Grobe 52’ | Marcatori | 27’ Zimmermann |

| Arbitro: | Kindervater |

|                                  |           |                   |
| Röber 45’ (rig.), 84’ Wunder 74’ | Marcatori | 30’ (rig.) Nickel |

| Arbitro: | Eschweiler |

|           |           |  |
| Erler 45’ | Marcatori |  |

| Arbitro: | Messmer |

|                                        |           |  |
| Eggert 7’ Bast 44’ (rig.) Eggeling 65’ | Marcatori |  |

| Arbitro: | Quindeau |

|                |           |                      |
| Erler 68’, 89’ | Marcatori | 49’, 86’ Burgsmüller |

| Arbitro: | Meuser |

|                                   |           |  |
| Hoeneß 8’ Ohlicher 29’ Holcer 37’ | Marcatori |  |

| Arbitro: | Schmoock |

|           |           |  |
| Dietz 16’ | Marcatori |  |

| Arbitro: | Stäglich |

|  |           |              |
|  | Marcatori | 8’ Gersdorff |

| Arbitro: | Ross |

|                                            |           |                                      |
| Abramczik 17’, 73’ Fischer 34’ Dörmann 67’ | Marcatori | 54’, 83’ Nickel 59’ Erler 79’ Krause |

#### Girone di ritorno
| Arbitro: | Joos |

|                                      |           |            |
| Gerber 24’ Cullmann 58’ van Gool 78’ | Marcatori | 82’ Krause |

| Braunschweig 13 marzo 1979, ore 20:00 CET 19ª giornata | Eintracht Braunschweig | 0 – 0 referto | Eintracht Francoforte | Stadion an der Hamburger Straße (18 000 spett.)\| Arbitro: \| Kindervater \| |
| Arbitro:                                               | Kindervater            |               |                       |                                                                              |

| Arbitro: | Brückner |

|          |           |            |
| Eigl 90’ | Marcatori | 20’ Krause |

| Arbitro: | Walz |

|                                                               |           |                         |
| Nickel 2’ (rig.), 26’ (rig.) Hollmann 23’ Borg 46’ Krause 68’ | Marcatori | 24’ Graul 35’ Sackewitz |

| Arbitro: | Assenmacher |

|                           |           |            |
| Briegel 7’ Toppmöller 26’ | Marcatori | 16’ Nickel |

| Braunschweig 17 marzo 1979, ore 15:30 CET 23ª giornata | Eintracht Braunschweig | 0 – 0 referto | Bayern Monaco | Stadion an der Hamburger Straße (20 000 spett.)\| Arbitro: \| Ahlenfelder \| |
| Arbitro:                                               | Ahlenfelder            |               |               |                                                                              |

| Arbitro: | Hennig |

|  |           |                                     |
|  | Marcatori | 16’ Handschuh 61’ Krause 75’ Nickel |

| Arbitro: | Klauser |

|                              |           |  |
| Krause 66’, 82’ Popivoda 75’ | Marcatori |  |

| Arbitro: | Luca |

|                       |           |                          |
| Bommer 51’ Allofs 87’ | Marcatori | 73’ Merkhoffer 85’ Grobe |

| Arbitro: | Dreher |

|            |           |             |
| Nickel 31’ | Marcatori | 6’ Reinders |

| Arbitro: | Frickel |

|                        |           |  |
| Keegan 38’ Hartwig 43’ | Marcatori |  |

| Arbitro: | Ross |

|              |           |  |
| Popivoda 50’ | Marcatori |  |

| Arbitro: | Treib |

|                            |           |                        |
| Segler 19’ Burgsmüller 42’ | Marcatori | 56’ Grobe 65’ Dremmler |

| Arbitro: | Risse |

|                         |           |                       |
| Erler 17’ Handschuh 37’ | Marcatori | 34’ Müller 60’ Kelsch |

| Arbitro: | Walz |

|  |           |               |
|  | Marcatori | 21’, 60’ Worm |

| Arbitro: | Schmoock |

|                       |           |                         |
| Beer 13’ Milewski 67’ | Marcatori | 30’ Handschuh 36’ Grobe |

| Arbitro: | Messmer |

|                            |           |             |
| Handschuh 38’ Popivoda 55’ | Marcatori | 82’ Fischer |

### Coppa di Germania
| Arbitro: | Meijerink |

|                       |           |  |
| Nickel 7’, 84’ (rig.) | Marcatori |  |

| Arbitro: | Brückner |

|           |           |  |
| Grobe 12’ | Marcatori |  |

| Arbitro: | Walz |

|                                         |           |                        |
| Zimmermann 49’, 79’ Hollmann 99’ (aut.) | Marcatori | 23’, 62’ (rig.) Krause |

## Statistiche

### Statistiche di squadra
| Competizione      | Punti | In casa | In casa | In casa | In casa | In casa | In casa | In trasferta | In trasferta | In trasferta | In trasferta | In trasferta | In trasferta | Totale | Totale | Totale | Totale | Totale | Totale | DR |
| Competizione      | Punti | G       | V       | N       | P       | Gf      | Gs      | G            | V            | N            | P            | Gf           | Gs           | G      | V      | N      | P      | Gf     | Gs     | DR |
| ----------------- | ----- | ------- | ------- | ------- | ------- | ------- | ------- | ------------ | ------------ | ------------ | ------------ | ------------ | ------------ | ------ | ------ | ------ | ------ | ------ | ------ | -- |
| Bundesliga        | 33    | 17      | 8       | 7       | 2       | 26      | 14      | 17           | 2            | 6            | 9            | 24           | 41           | 34     | 10     | 13     | 11     | 50     | 55     | -5 |
| Coppa di Germania | -     | 2       | 2       | 0       | 0       | 3       | 0       | 1            | 0            | 0            | 1            | 2            | 3            | 3      | 2      | 0      | 1      | 5      | 3      | +2 |
| Totale            | 33    | 19      | 10      | 7       | 2       | 29      | 14      | 18           | 2            | 6            | 10           | 26           | 44           | 37     | 12     | 13     | 12     | 55     | 58     | -3 |

### Andamento in campionato
| Giornata  | 1 | 2  | 3 | 4 | 5 | 6  | 7 | 8 | 9 | 10 | 11 | 12 | 13 | 14 | 15 | 16 | 17 | 18 | 19 | 20 | 21 | 22 | 23 | 24 | 25 | 26 | 27 | 28 | 29 | 30 | 31 | 32 | 33 | 34 |
| --------- | - | -- | - | - | - | -- | - | - | - | -- | -- | -- | -- | -- | -- | -- | -- | -- | -- | -- | -- | -- | -- | -- | -- | -- | -- | -- | -- | -- | -- | -- | -- | -- |
| Luogo     | C | T  | C | T | C | T  | C | T | C | T  | C  | T  | C  | T  | T  | C  | T  | T  | C  | T  | C  | T  | C  | T  | C  | T  | C  | T  | C  | T  | C  | C  | T  | C  |
| Risultato | V | P  | V | N | N | P  | V | V | N | P  | V  | P  | N  | P  | P  | P  | N  | P  | N  | N  | V  | P  | N  | V  | V  | N  | N  | P  | V  | N  | N  | P  | N  | V  |
| Posizione | 6 | 11 | 6 | 4 | 7 | 12 | 8 | 6 | 6 | 7  | 7  | 8  | 8  | 10 | 12 | 14 | 15 | 15 | 15 | 16 | 13 | 16 | 14 | 12 | 10 | 9  | 10 | 11 | 10 | 9  | 9  | 9  | 10 | 9  |

Legenda:

Luogo: C = Casa; T = Trasferta. Risultato: V = Vittoria; N = Pareggio; P = Sconfitta.

### Statistiche dei giocatori
| Giocatore     | Bundesliga | Bundesliga | Bundesliga  | Bundesliga | Coppa di Germania | Coppa di Germania | Coppa di Germania | Coppa di Germania | Totale   | Totale | Totale      | Totale     |
| Giocatore     | Presenze   | Reti       | Ammonizioni | Espulsioni | Presenze          | Reti              | Ammonizioni       | Espulsioni        | Presenze | Reti   | Ammonizioni | Espulsioni |
| ------------- | ---------- | ---------- | ----------- | ---------- | ----------------- | ----------------- | ----------------- | ----------------- | -------- | ------ | ----------- | ---------- |
| H. Aumeier    | 6          | 0          | 0           | 0          | 2                 | 0                 | 0                 | 0                 | 8        | 0      | 0           | 0          |
| H. Borg       | 34         | 1          | 6           | 0          | 3                 | 0                 | 1                 | 0                 | 37       | 1      | 7           | 0          |
| M. Bruns      | 10         | 0          | 0           | 0          | 2                 | 0                 | 0                 | 0                 | 12       | 0      | 0           | 0          |
| W. Dremmler   | 31         | 2          | 8           | 0          | 3                 | 0                 | 1                 | 0                 | 34       | 2      | 9           | 0          |
| D. Erler      | 32         | 6          | 3           | 0          | 2                 | 0                 | 1                 | 0                 | 34       | 6      | 4           | 0          |
| B. Franke     | 19         | 0          | 0           | 0          | 1                 | 0                 | 0                 | 0                 | 20       | 0      | 0           | 0          |
| W. Grobe      | 34         | 4          | 8           | 0          | 3                 | 1                 | 2                 | 0                 | 37       | 5      | 10          | 0          |
| F. Haebermann | 0          | 0          | 0           | 0          | 0                 | 0                 | 0                 | 0                 | 0        | 0      | 0           | 0          |
| U. Hain       | 16         | 0          | 0           | 0          | 2                 | 0                 | 0                 | 0                 | 18       | 0      | 0           | 0          |
| K. Handschuh  | 27         | 5          | 1           | 1          | 2                 | 0                 | 1                 | 0                 | 29       | 5      | 2           | 1          |
| R. Hollmann   | 27         | 2          | 3           | 0          | 2                 | 0                 | 0                 | 0                 | 29       | 2      | 3           | 0          |
| F. Holzer     | 7          | 0          | 0           | 0          | 1                 | 0                 | 0                 | 0                 | 8        | 0      | 0           | 0          |
| U. Krause     | 28         | 7          | 0           | 0          | 2                 | 2                 | 0                 | 0                 | 30       | 9      | 0           | 0          |
| P. Lübeke     | 7          | 0          | 0           | 0          | 2                 | 0                 | 0                 | 0                 | 9        | 0      | 0           | 0          |
| F. Merkhoffer | 33         | 2          | 3           | 0          | 3                 | 0                 | 0                 | 0                 | 36       | 2      | 3           | 0          |
| H. Nickel     | 27         | 16         | 3           | 0          | 2                 | 2                 | 0                 | 0                 | 29       | 18     | 3           | 0          |
| D. Popivoda   | 34         | 5          | 2           | 0          | 2                 | 0                 | 0                 | 0                 | 36       | 5      | 2           | 0          |
| M. Tripbacher | 2          | 0          | 0           | 0          | 0                 | 0                 | 0                 | 0                 | 2        | 0      | 0           | 0          |
| D. Zembski    | 34         | 0          | 2           | 0          | 3                 | 0                 | 0                 | 0                 | 37       | 0      | 2           | 0          |